# Sjafruddin Prawiranegara
Sjafruddin Prawiranegara (Serang, 28 februari 1911 – Jakarta, 15 februari 1989) was een Indonesisch politicus. Hij stond enkele maanden aan het hoofd van de noodregering van de Republiek Indonesië, in de periode nadat president Soekarno en vicepresident (en tevens ministers-president) Mohammed Hatta door de Nederlanders waren opgepakt en verbannen in de tweede politionele actie. Als hoofd van de noodregering was Sjafruddin van 19 december 1948 tot 13 juli 1949 de facto zowel president als minister-president van Indonesië. 

## Politieke carrière
Na de onafhankelijkheidsverklaring van Indonesië door Soekarno en Hatta in 1945 was Sjafruddin lid van het Centraal Indonesisch Nationaal Comité, dat zich bezighield met het opzetten van wetten en instituties voor het onafhankelijke Indonesië. Tijdens de rest van de Indonesische Onafhankelijkheidsoorlog werd Sjafruddin opgenomen als minister van financiën in het kabinet-Sjahrir III (1946-1947) en minister van welvaart (een combinatie van handel en landbouw) in het kabinet-Hatta I (1948-1949). Toen president Soekarno en minister-president Hatta beide door de Nederlanders waren opgepakt en verbannen, werd door Sjafruddin in deze periode een noodregering opgezet in Bukittinggi. Het Kabinet Darurat ("noodkabinet") van Sjafruddin zou zitten van 19 december 1948 tot 13 juli 1949, toen Soekarno en Hatta terugkeerden. Sjafruddin was in deze periode de facto president en minister-president van Indonesië, maar hij had deze ambten nooit officieel.
Na de soevereiniteitsoverdracht door Nederland aan de Verenigde Staten van Indonesië was Sjafruddin ook minister van financiën in de regering van de Verenigde Staten van Indonesië, en daarop volgend ook in het kabinet-Natsir van de eenheidsstaat Indonesië.

## Rebellie
Van 1953 tot 1958 was Sjafruddin de eerste gouverneur van de Bank Indonesia, de centrale bank. In 1957, in de periode rondom Zwarte Sinterklaas, kwam hij in conflict met president Soekarno over de nationalisering van Nederlandse bedrijven in Indonesië. Ook was Sjafruddin een tegenstander van de 'geleide democratie' die Soekarno nastreefde. Op 15 januari 1958 stuurde Sjafruddin een brief naar Soekarno waarin hij de president opdroeg de oorspronkelijke grondwet van 1945 weer te hanteren. Dit leidde tot het ontslag van Sjafruddin als bankdirecteur.
Sjafruddin sloot zich hierop aan bij de Revolutionaire Overheid van de Republiek Indonesië (PRRI), een alternatieve overheid op Sumatra. Sjafruddin werd door deze groep tot minister-president aangewezen. De rebellie was uiteindelijk zonder succes en op 25 augustus 1961 gaf hij zich over aan het Indonesische leger. Hij zat in gevangenschap tot 1966. Na zijn vrijlating hield Sjafruddin zich vooral bezig met de islam en met activisme tegen corruptie.
Ondanks de rebellie is Sjafruddin uiteindelijk in 2011 toch aangewezen als een nationale held van Indonesië.